# Mimela pygidialis
Mimela pygidialis är en skalbaggsart som beskrevs av Leon Fairmaire 1891. Mimela pygidialis ingår i släktet Mimela och familjen Rutelidae. Inga underarter finns listade i Catalogue of Life.